# 森川雅博
森川 雅博（もりかわ まさひろ、1958年7月25日 - ）は日本の理論物理学者、宇宙物理学者。専攻は宇宙論、宇宙物理学。理学博士。
林忠四郎の弟子の一人で、宇宙の進化を相転移の観点から広くとらえようとしている。専門は宇宙物理学であるが、研究の範囲は量子論の基礎から統計力学に渡る広いものである。

## 略歴
- 1977年：東京学芸大学教育学部附属高等学校卒業。
- 1982年：東京大学理学部天文学科卒業。
- 1987年：京都大学大学院理学研究科物理学専攻博士課程修了。
- 1987年：京都大学より理学博士を取得。
- 1987年：大阪大学日本学術振興会特別研究員。
- 1988年：京都大学 学振特別研究員。
- 1989年：カナダ・ブリティッシュコロンビア大学 客員研究員（学振海外特別研究員）。
- 1992年：京都大学理学部物理第2教室助手。
- 1993年：お茶の水女子大学理学部助教授。
- 1998年：お茶の水女子大学理学部教授。
- 2024年：お茶の水女子大学理学部名誉教授、理化学研究所仁科加速器科学研究センター客員主管研究員

## 著書

### 単著
- 『臨時別冊・数理科学 SGCライブラリ78 重点解説 ベクトル・テンソル 物理的実在を求めて』(サイエンス社 2010年) JAN 4910054701104

### 共著
- 『複雑系叢書5 複雑さと法則』（共立出版 2006年）

### 共訳
- 『量子論—その数学および構造の基礎』（吉岡書店 2003年）